# 44e méridien ouest
En géographie, le 44e méridien ouest est le méridien joignant les points de la surface de la Terre dont la longitude est égale à 44° ouest.

## Géographie

### Dimensions
Comme tous les autres méridiens, la longueur du 44e méridien correspond à une demi-circonférence terrestre, soit 20 003,932 km. Au niveau de l'équateur, il est distant du méridien de Greenwich de 4 898 km,.
Avec le 136e méridien est, il forme un grand cercle passant par les pôles géographiques terrestres.

### Régions traversées
En commençant par le pôle Nord et descendant vers le sud au pôle Sud, Le 44e méridien ouest passe par:
| Coordonnées          | Pays, territoire ou mer     | Notes |
| -------------------- | --------------------------- | --- |
| 90° 00′ N, 44° 00′ O | Océan Arctique              | |
| 83° 41′ N, 44° 00′ O | Mer de Lincoln              | |
| 83° 14′ N, 44° 00′ O | Groenland                   | Terre de Nansen |
| 82° 50′ N, 44° 00′ O | Fjord J.P. Koch (en)        | |
| 82° 46′ N, 44° 00′ O | Groenland                   | Terre de Freuchen |
| 82° 25′ N, 44° 00′ O | Fjord Nordenskiöld (en)     | |
| 82° 18′ N, 44° 00′ O | Groenland                   | Île principale |
| 60° 10′ N, 44° 00′ O | Passage du prince Christian | |
| 59° 58′ N, 44° 00′ O | Groenland                   | Îles de Sangmissoq et Egger |
| 59° 49′ N, 44° 00′ O | Océan Atlantique            | |
| 2° 38′ S, 44° 00′ O  | Brésil                      | Maranhão Piauí — 6° 46′ S, 44° 00′ O Bahia — 10° 25′ S, 44° 00′ O Minas Gerais — 14° 16′ S, 44° 00′ O, Passe juste à l'ouest de Belo Horizonte (à 19° 55′ S, 43° 56′ O) État de Rio de Janeiro — 22° 10′ S, 44° 00′ O |
| 22° 57′ S, 44° 00′ O | Baie de Sepetiba            | |
| 23° 05′ S, 44° 00′ O | Brésil                      | État de Rio de Janeiro — Restinga da Marambaia (Banc de sable) |
| 23° 06′ S, 44° 00′ O | Océan Atlantique            | |
| 60° 00′ S, 44° 00′ O | Océan Austral               | |
| 78° 16′ S, 44° 00′ O | Antarctique                 | Liste des territoires à la fois par l' Argentine (Antarctique argentin) et le Royaume-Uni (Territoire antarctique britannique)                                                                                        |